# Cattedrale di San Giorgio (Leopoli)
La Cattedrale di San Giorgio è una chiesa situata nella città di Leopoli, nell'Ucraina occidentale.
Costruita tra il 1744 e il 1760 su una collina che domina la città, durante il XIX e il XX secolo, la cattedrale è stata la principale chiesa greco-cattolica ucraina di rito orientale.